# Józef Kotyś
Józef Franciszek Kotyś (ur. 10 lutego 1963 w Strzelcach Opolskich) – polski polityk, nauczyciel, samorządowiec, działacz mniejszości niemieckiej.

## Życiorys
W młodości występował jako wokalista w grupach muzycznych AD 81, BAR i Apex. Ukończył studia z zakresu filologii polskiej w Wyższej Szkole Pedagogicznej w Opolu. Pracował jako nauczyciel w szkole podstawowej w Staniszczach Małych. Od 1990 do 1994 i ponownie w latach 1998–2005 zajmował stanowisko burmistrza miasta i gminy Kolonowskie.
Należał do liderów Towarzystwa Społeczno-Kulturalnego Niemców na Śląsku Opolskim. Był także wiceprezesem Fundacji Rozwoju Śląska oraz Wspierania Inicjatyw Lokalnych.
W latach 1998–2002 zasiadał w sejmiku opolskim I kadencji. W 2001 bez powodzenia kandydował do Senatu. W 2005 został wicemarszałkiem województwa (w miejsce Ryszarda Galli). Utrzymał to stanowisko także po wyborach samorządowych w 2006, w których ponownie wybrano go do sejmiku III kadencji. Funkcję wicemarszałka województwa pełnił do 2010, w tym samym roku oraz w 2014 ponownie zostawał radnym województwa. Pełnił funkcję wiceprzewodniczącego sejmiku. W 2011 ponownie był kandydatem Mniejszości Niemieckiej do Senatu. W 2018 nie kandydował ponownie w wyborach samorządowych. W 2024 wystartował do sejmiku z ramienia Koalicji Obywatelskiej.